# 北卡羅來納大學阿什維爾分校
北卡羅來納大學阿什維爾分校（英語：University of North Carolina at Asheville），是一所位於美國北卡罗來納州阿什维尔的公立四年制文理學院。該大學創建於1927年，為北卡罗來納大學的組成機構中唯一的文理學院。 2015年《美國新聞與世界報道》將其列在全國文理學院排名中的第148位。